# Thomas Nilsson (friidrottare)
Thomas Nilsson, född 9 april 1926 i Attarp i Ljungby socken i Halland, död 18 november 2014 i Nybro, var en svensk friidrottare (långdistanslöpare). Han startade sin löparkarriär i SK Graal i Strömsnäsbruk medan han bodde i Altaböke, men flyttade som 20-åring och tävlade på elitnivå för IFK Halmstad.
Nilsson vann SM-guld på 10 000 meter år 1953, på 25 000 meter år 1954, i terräng 8 km år 1955 samt i maraton år 1956. Under de olympiska spelen i Melbourne år 1956 slutade han på nionde plats i herrarnas maraton.